# Antoine Duranthon

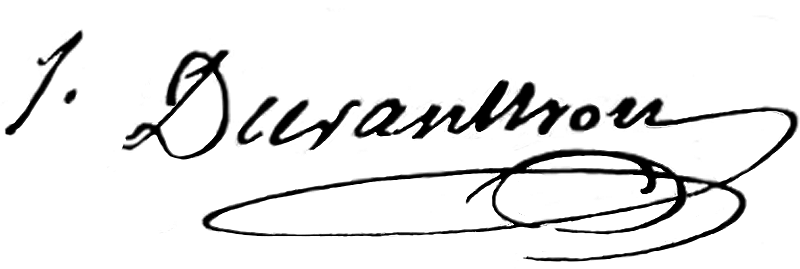
Unterschrift Antoine Duranthon (1736–1793)

Antoine Duranthon (* 1736 in Mussidan; † 20. Dezember 1793 in Bordeaux) war ein französischer Justizminister, Finanzminister und  Revolutionär.
Er war Rechtsanwalt und wurde 1790 Staatsanwalt für den Distrikt Bordeaux. 1792 wurde er von Ludwig XVI. zum Justizministerium berufen, um Minister Marguerite-Louis-François Duport-Dutertre zu ersetzen. Er war Justizminister während der Französischen Revolution vom 14. April bis zum 4. Juli 1792. Kurzfristig war er auch Finanzminister vom 13. bis 18. Juni 1792. Er gehörte der politischen Bewegung der Girondisten an und war Mitglied ihres ersten Kabinetts. Er fiel in Bordeaux der Terreur zum Opfer.

## Werke (Auswahl)
- 1750 Réponse aux lettres contre l'immunité des biens ecclésiastiques, Verlag: Nom de l'éditeur inconnu
- 1767 Collection des proces-verbaux des assemblees generales du clerge de France depuis l'annee 1560 (etc.) Ouvrage compose (par Antoine Duranthon) Band 1, Verlag: Guillaume Desprez
- 1790 Lettre de M. Duranthon à un ecclésiastique qui a été son curé; sur le serment prescrit par la loi du 26 décembre, Verlag: François Viallanes

## Einzelnachweis
1. ↑  Jules Auteur du texte Lépicier, Société des archives historiques de la Gironde Auteur du texte: Archives historiques du département de la Gironde. 1895, abgerufen am 28. Oktober 2019 (französisch).

| Vorgänger                        | Amt                                        | Nachfolger                             |
| -------------------------------- | ------------------------------------------ | -------------------------------------- |
| Étienne Clavière                 | Finanzminister 13. Juni 1792–18. Juni 1792 | Jules-Emile-Francois Hervé de Beaulieu |
| Jean-Marie Roland de la Platière | Justizminister 14. April 1792–4. Juli 1792 | Etienne Louis Hector de Joly           |

| Personendaten    | Personendaten                                                 |
| ---------------- | ------------------------------------------------------------- |
| NAME             | Duranthon, Antoine                                            |
| KURZBESCHREIBUNG | französischer Revolutionär, Finanzminister und Justizminister |
| GEBURTSDATUM     | 1736                                                          |
| GEBURTSORT       | Mussidan                                                      |
| STERBEDATUM      | 20. Dezember 1793                                             |
| STERBEORT        | Bordeaux                                                      |